# Feniks (enigmatski magazin)
Feniks: enigmatski magazin je hrvatski enigmatski magazin iz Rijeke. Prvi broj izašao je 22. prosinca 1994. godine. Izlazi tjedno i dvotjedno. Izdavač je Novi list. ISSN je 1330-8572. Glavni urednik je i pokretač je Pero Galogaža iz Novog lista.  Sadrži priloge: tromjesečni Super feniks (ISSN 1330-8602, ur. Pero Galogaža), mjesečni Mini feniks (ISSN 1331-1786, ur. Pero Galogaža) i tjedni Skandi feniks (ISSN 1331-4254, ur. Pero Galogaža; tromjesečni prilog Super skandi feniks, ISSN 1331-9930).